# Manfred Schmitt (Biologe)

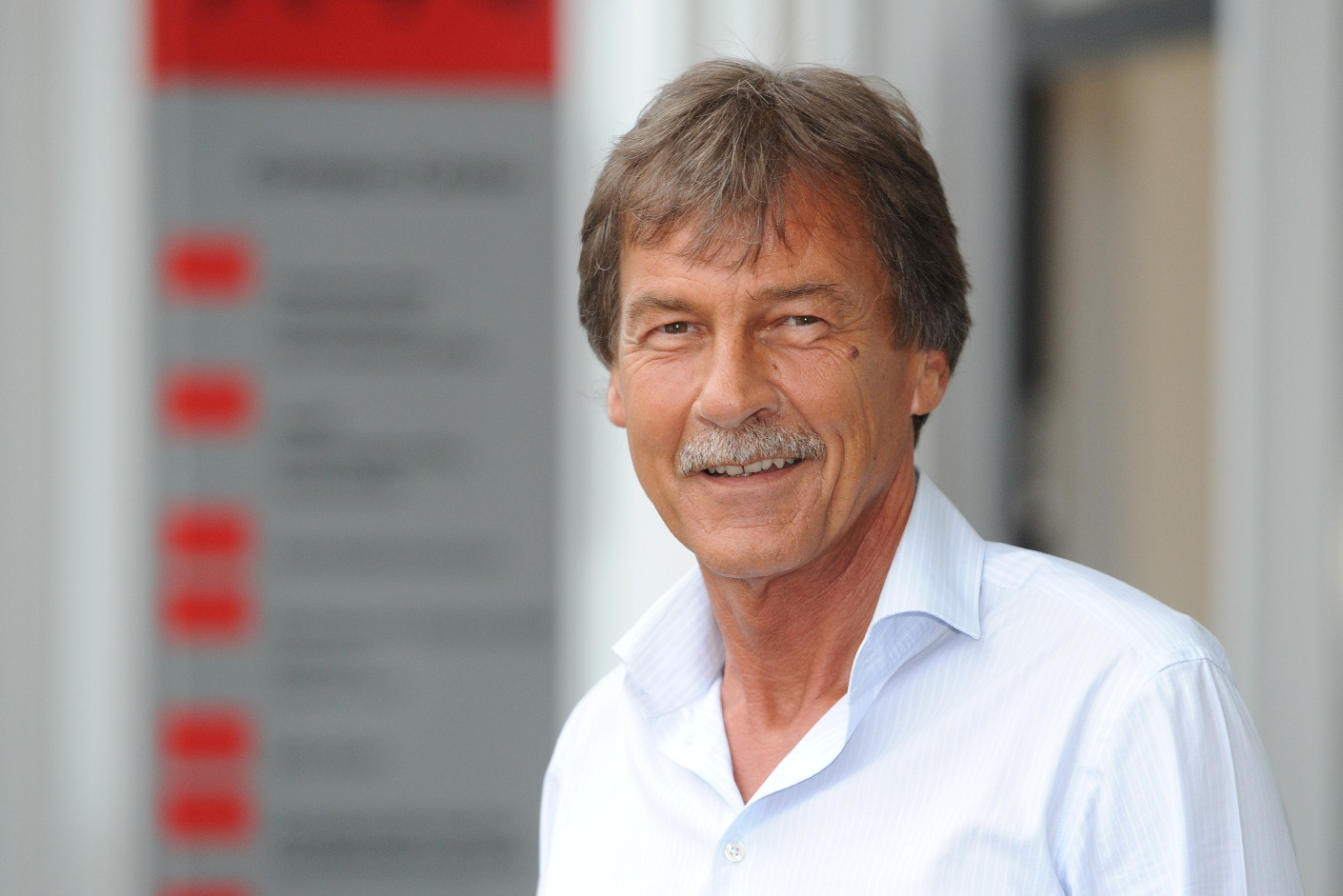
Manfred Schmitt, Professor für Molekular- und Zellbiologie an der Universität des Saarlandes

Manfred J. Schmitt (* 16. Februar 1959 in Mainz) war bis März 2024 Präsident der Universität des Saarlandes und Professor für Molekular- und Zellbiologie.

## Vita
Nach dem Studium der Biologie an der Universität Mainz promovierte Schmitt von 1986 bis 1988 am dortigen Institut für Mikrobiologie und Weinforschung. Nach der Promotion forschte er zwei Jahre lang als Postdoc und Stipendiat der Deutschen Forschungsgemeinschaft in den USA an der UMass Medical School in Worcester (Massachusetts). 1990 kehrte er als wissenschaftlicher Assistent an die Universität Mainz zurück, wo er sich 1993 für das Fach Mikrobiologie habilitierte. Von 1996 bis zu seinem Ruhestand 2024 war er Inhaber des Lehrstuhls für Molekular- und Zellbiologie am Zentrum für Human- und Molekularbiologie (ZHMB) der Universität des Saarlandes. Von 2009 bis 2014 war er Vizepräsident für Lehre und Studium und war von März 2017 bis März 2024 in Nachfolge von Volker Linneweber Präsident der Universität des Saarlandes. Schmitt hat sein Amt am 1. März 2017 angetreten. Im Oktober 2020 wurde er vom Hochschulrat und dem Senat der Universität in seinem Amt bestätigt. Im März 2024 trat Schmitt nach sieben Jahren aus gesundheitlichen Gründen vorzeitig in den Ruhestand ein. Von November 2019 bis Dezember 2021 war er Präsident des grenzüberschreitenden Hochschulverbundes Universität der Großregion.